# WikiArt

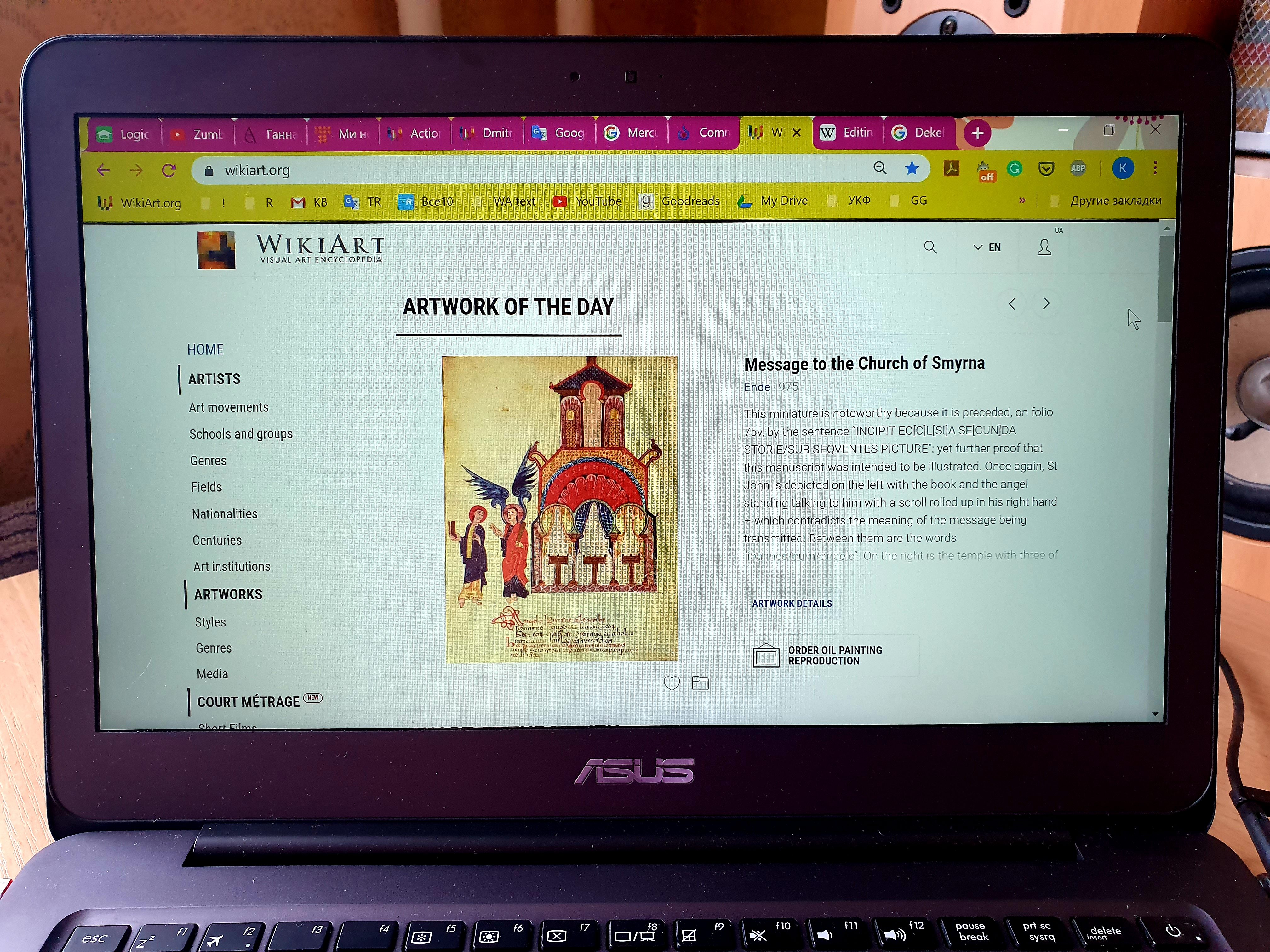
Homepage von WikiArt

WikiArt.org ist eine 2004 gegründete non-profit Online-Enzyklopädie für visuelle Kunst, die von freiwilligen Kunstinteressierten betrieben wird und von allen Benutzern bearbeitet werden kann. Die Initiatoren hinter dem Projekt wollen Kunst „von der Höhlenmalerei bis zur modernen Privatsammlung“ für jedermann und überall zugänglich machen. WikiArt enthält zurzeit über 250.000 Kunstwerke von mehr als 3.000 Kunstschaffenden und existiert neben 7 weiteren Sprachversionen auch auf Deutsch.

## Rechtliche Problematik
WikiArt enthält neben gemeinfreien Werken, deren urheberrechtliche Schutzfrist (meist 70 Jahre ab dem Tod des Urhebers) abgelaufen ist, auch viele Werke, die noch geschützt sind. Benutzer können ungeschützte Werke ohne rechtliche Probleme beitragen, sind aber für das Hochladen geschützter Werke haftbar.
Die Initiatoren hinter WikiArt nehmen an, dass alle Menschen ein Recht auf alle Kunstwerke der Welt haben und fordern dazu auf, auch ein Werk, dessen Schutzfrist noch nicht abgelaufen ist, in niedriger Auflösung hochzuladen. Mit der niedrigen Auflösung soll eine kommerzielle Vervielfältigung verhindert werden. Diese Praktik befindet sich zumindest in den USA in einer rechtlichen Grauzone und kann dort nach dem Fair Use Prinzip legal sein.
WikiArt wird von einem Kernteam in der Ukraine betrieben. Aufgrund unvollständiger Rechtsvereinbarungen und unklarer Zuständigkeiten ist eine Durchsetzung von Rechtsansprüchen in der Praxis sehr schwierig.

## WikiArt und KI-Forschung
Aufgrund der einfachen Zugänglichkeit und einer beträchtlichen Datenbank mit einer gut entwickelten Ordnungsstruktur wird WikiArt häufig von Wissenschaftlern verwendet, die an künstlicher Intelligenz forschen. Sie trainieren KI darauf, Kunstwerke zu erkennen, zu klassifizieren und zu erzeugen.
2015 benutzten Wissenschaftler der Rutgers University WikiArt um einen KI-Algorithmus darauf zu trainieren, automatisch das Genre, den Kunststil und den Künstler der Werke zu ermitteln. Sie entwickelten dann Generative Adversarial Networks (GAN) zur Erzeugung neuer Werke, die keiner bekannten Arbeit ähnelten.
2018 versteigerte das Christie’s Auktionshaus das GAN-erzeugte Edmond de Belamy Porträt für 432,500 US-Dollar. Der bildschaffende Algorithmus wurde anhand der WikiArt-Datenbank mit Bildern aus dem 14. bis 19. Jahrhundert trainiert.
2020 hat ein Forscherteam der Stanford University einem Algorithmus beigebracht, zu erkennen, welche Objekte in einem Bild vorhanden sind und wie Menschen diese Bilder wahrnehmen. Der Algorithmus namens ArtEmis wurde mit 81.000 WikiArt-Bilder und 440.000 Kommentaren zu diesen Bildern darauf trainiert, ein bis dahin unbekanntes Bild zu analysieren und es basierend auf der Emotion, die ein Betrachter empfinden könnte, zu klassifizieren. Damit erfasst ArtEmis die emotionale Wahrnehmung eines Bildes und kann auch verschiedene Emotionen innerhalb des Werks entschlüsseln.